# 前田晴美 (ミス・ユニバース・ジャパン)
前田 晴美（まえだ はるみ、1951年3月16日 - ）は、1972年（昭和47年）の『ミス・ジャパン』であり、同年のミス・ユニバース世界大会に日本代表として出場してトップ12に入賞した。

## 人物
福井県出身。学習院大学法学部政治学科卒業。

### ミス・ユニバース
大学在学中だった1972年（昭和47年）、プエルト・リコで行われたミス・ユニバース世界大会に日本代表として出場した。12人のセミファイナリストのひとりとして勝ち残った前田は、コンテストの司会者から法律を学んでいる理由を問われ、「私は法律を勉強しています。私は、良い主婦になりたいのです」と答えて、司会者や聴衆を楽しませたという。選考の結果、前田はトップ5には入らなかった。当時の身長は167センチメートル（cm）、スリーサイズは88-58-89 cm。

### 航空会社勤務
大学卒業後は全日空に就職、スチュワーデスとして勤務の後、客室部客室乗務員室インストラクターや教官を歴任した。

### ゴルフ場経営への関与
1986年（昭和61年）、当時大手ゴルフ場経営会社だった大洋株式会社（東京都港区）に就職、同社が所有していた皐月ゴルフ倶楽部鹿沼コース（栃木県）において、女性としては日本で初めてのゴルフ場支配人となった。
1988年（昭和63年）、同じく大手ゴルフ場経営会社だったエスティティ開発株式会社（STT開発、東京都港区）に転じ、ゴルフ場9コースの運営統括役員を務めるなどした。
1999年（平成11年）、独立してコールセンターを主体としたアウトソーシング事業を行う企業を千葉県に設立、同社の代表取締役社長となった。
2004年（平成16年）、ゴルフ場運営コンサルタント事業及びコールセンターを主体としたアウトソーシング事業などを行う株式会社メリージャンクション（東京都台東区）専務取締役に就任した。ゴルフ場のキャディ教育も行っている前田には、著書『キャディ進化論』（ゴルフダイジェスト社刊）もある。

### 区議会議員選挙に出馬
2015年（平成27年）の統一地方選挙で「口廣（くちひろ）晴美」の名前で次世代の党から東京都江東区議会議員に立候補したが、落選した。2016年（平成28年）5月16日現在「くちひろ晴美」公式サイトは閉鎖されているが、ミス・ユニバース当時の秘話を本人が語るサイトは残されている。